# Petar Rajič
Petar Antun Rajič (Toronto, 12. lipnja 1959.), prelat Katoličke Crkve i trenutačni naslovni nadbiskup sarsenterski te apostolski nuncij u Italiji i San Marinu.  Bio jeapostolski nuncij u Litvi, Latviji, Estoniji, apostolski nuncij u Kuvajtu, Bahreinu i Kataru i apostolski delegat na Arapskom poluotoku (2009. – 2015.) te apostolski nuncij u Angoli i Svetom Tomi i Principu (2015. – 2019.).

## Životopis

### Mladost i školovanje
Rođen je u Torontu u Kanadi, 12. lipnja 1959., u obitelji Liberana i Dominike (rođ. Mustapić), hrvatskih iseljenikâ iz iz sela Doljani (BiH). Petar je prvi od troje njihove djece. Osnovnu i srednjoškolsku naobrazbu stječe u katoličkim školama svojega rodnoga grada. Potom na tamošnjemu državnom Sveučilištu studira urbanizam te diplomira u proljeće 1982.

### Svećeništvo
U jesen 1982. obraća se tadašnjem trajnom apostolskom upravitelju Trebinjsko-mrkanske biskupije mons. Pavlu Žaniću te ga moli da ga primi kao svećeničkoga kandidata Trebinjsko-mrkanske biskupije. Biskup Žanić mu nudi studij filozofije i teologije u Rimu, ali se on, želeći bolje upoznati tadašnje prilike Crkve u Hrvatâ i ujedno usavršiti svoje znanje hrvatskoga jezika, odlučuje za filozofsko-teološki studij na Vrhbosanskoj bogosloviji u Sarajevu. Nakon završetka školovanja, vrhbosanski nadbiskup mons. Marko Jozinović ga redi za đakona Trebinjsko-mrkanske biskupije, a potom, na svetkovinu svetoga Petra i Pavla, biskup Pavao Žanić ga redi za svećenika.
Kao mladi svećenik kratko je službovao na hrvatskoj katoličkoj župi u Torontu, a potom ga njegov biskup Pavao Žanić šalje na daljnji studij u Rim. Upisuje kanonsko pravo na Fakultetu kanonskoga prava Papinskoga lateranskog sveučilišta i nastanjuje se u Papinskomu hrvatskom zavodu sv. Jeronima. Ubrzo biva primljen u Papinsku crkvenu akademiju (ustanovu za pripremu budućih diplomata Svete Stolice). Studij kanonskoga prava okončava obranom doktorske dizertacije i akademskim stupnjem doktora znanosti.

### Diplomacija
U diplomatsku diplomatsku službu Svete Stolice stupa 1. srpnja 1993. godine. Osim hrvatskoga i engleskoga jezika, koji su mu materinski jezici, govori također talijanski, francuski i portugalski. Prva diplomatska iskustva stječe u diplomatskim predstavništvima, odnosno apostolskim nuncijaturama u Iranu i Litvi.
Nakon toga je u Vatikanu više godina radio u Odjelu za opće poslove Državnoga tajništva, poglavito u uredu zamjenika za opće poslove Državnoga tajništva. Istodobno je od srpnja 2001. do prosinca 2009. bio i članom Upravnoga vijeća Vatikanskoga televizijskog središta.
U lipnju je 2003. bio i član službene pratnje pape Ivana Pavla II. za njegova pastirskoga pohoda Hrvatskoj (od 5. do 9. lipnja 2003.) te Bosni i Hercegovini 23. lipnja 2003. godine. U srpnju iste godine postaje prelat predvorja pape Ivana Pavla II. Istu mu službu povjerava i papa Benedikta XVI. nakon svojega izbora 19. travnja 2005. godine. Počasni naslov kapelana Njegove Svetosti dodijeljen mu je 1. srpnja 1994., a naslov počasnoga prelata Njegove Svetosti 9. rujna 2003.

### Nadbiskup i apostolski nuncij
Papa Benedikt XVI. imenovao ga je 2. prosinca 2009. naslovnim nadbiskupom Sarsenteruma i apostolskim nuncijem u Kuvajtu, Bahreinu i Kataru te istodobno apostolskim delegatom na Arapskom poluotoku. Papa ga je 27. ožujka 2010. imenovao apostolskim nuncijem i u Jemenu te u Ujedinjenim Arapskim Emiratima.
Za biskupa je zaređen u mostarskoj katedrali 23. siječnja 2010. godine. Glavni zareditelj je bio papin državni tajnik kardinal Tarcisio Bertone, a suzareditelji vrhbosanski nadbiskup metropolit kardinal Vinko Puljić i mostarsko-duvanjski biskup i trajni apostolski upravitelj trebinjsko-mrkanski mons. Ratko Perić.
Nakon pet godina službe na arapskom poluotoku, papa Franjo imenovao ga je 15. lipnja 2015. nuncijem u Angoli te Svetom Tomi i Principu. Od 15. lipnja 2019. godine je apostolski nuncij u Litvi te su mu od 6. kolovoza iste godine pridodane Latvija i Estonija.

### Novinski članci
- Nadbiskup Petar Rajič imenovan apostolskim nuncijem u Litvi. Informativna katolička agencija. Pristupljeno 13. veljače 2023.
- Nadbiskup Rajič imenovan nuncijem i u Estoniji i Latviji. Informativna katolička agencija. Pristupljeno 13. veljače 2023.

### Mrežna sjedišta
- Acta Apostolicae Sedis 86. (1994.) (PDF). vatican.va (talijanski). Acta Apostolicae Sedis. Pristupljeno 13. veljače 2023.
- Acta Apostolicae Sedis 96. (2003.) (PDF). vatican.va (talijanski). Acta Apostolicae Sedis. Pristupljeno 13. veljače 2023.
- Acta Apostolicae Sedis 101. (2009.) (PDF). vatican.va (talijanski). Acta Apostolicae Sedis. Pristupljeno 13. veljače 2023.
- Archbishop Petar Antun Rajič. Catholic-Hierarchy.org. Pristupljeno 13. veljače 2023.

## Vanjske poveznice
Ostali projekti
|  | Zajednički poslužitelj ima još gradiva o temi Petar Rajič |

| Titule u Katoličkoj Crkvi         | Titule u Katoličkoj Crkvi                                                                               | Titule u Katoličkoj Crkvi               |
| --------------------------------- | --- | --------------------------------------- |
| prethodnik –                      | Naslovni nadbiskup sarsenterski 2009. – ...                                                             | nasljednik –                            |
| prethodnik Paul-Mounged El-Hachem | Apostolski nuncij u Kuvajtu, Bahreinu i Kataru i Apostolski delegat na Arapskom poluotoku 2009. – 2015. | nasljednik Francisco Montecillo Padilla |
| prethodnik Novatus Rugambwa       | Apostolski nuncij u Angoli i Svetom Tomi i Principu 2015. – 2019.                                       | nasljednik Giovanni Gaspari             |
| prethodnik Pedro López Quintana   | Apostolski nuncij u Litvi, Latviji i Estoniji 2019. – ...                                               | nasljednik –                            |